# Законодавчі збори штату Уттаракханд
Законодавчі збори штату Уттаракханд (англ. Uttarakhand Legislative Assembly або Uttarakhand Vidhan Sabha) — одопалатний парламент індійського штату Уттаракханд, одного з 28 штатів Індії, розташований у місті Деградун, що складається з 70 депутатів (Members of the Legislative Assembly, MLA).
| Прапор Індії | Це незавершена стаття про Індію. Ви можете допомогти проєкту, виправивши або дописавши її. |